# Thelcticopis sagittata
Thelcticopis sagittata là một loài nhện trong họ Sparassidae.
Loài này thuộc chi Thelcticopis. Thelcticopis sagittata được Henry Roughton Hogg miêu tả năm 1915.